# Brandsoldaten (amerikansk film, 1916)
Brandsoldaten (engelska: The Fireman) är en amerikansk stumfilm från 1916 i regi av Charlie Chaplin, med Charlie Chaplin, Edna Purviance, Eric Campbell och Lloyd Bacon i rollerna. Filmen var Chaplins andra film för Mutual Film Corporation och hade urpremiär i USA 12 juni 1916.

## Handling
Chaplin spelar i denna kortfilm en brandman som gör det mesta fel och hamnar av den anledningen i luven på brandförmannen. En husägare kommer in till stationen och övertalar förmannen att inte rycka ut när hans hus brinner då han vill åt försäkringspengarna. I utbyte lovar han förmannen att han skall få gifta sig med hans dotter. En brand utbryter på annat håll i staden, ett larm som ignoreras av brandmännen. Inte förrän personen som larmat, efter att bland annat ringt brandstationen, personligen dyker upp på stationen rycker brandmännen ut efter att en brandman (Chaplin) övertygat brandförmannen. Samtidigt har fadern anlagt en brand i källaren i sitt eget hus när han inser att hans dotter fortfarande är kvar på övre våningen. Brandmannen (Chaplin) som är förtjust i dottern kommer till undsättning och klättrar heroiskt upp på utsidan av byggnaden och räddar henne.

## Produktion
Filmen är delvis inspelad på en riktig brandstation och två utdömda hus brändes ner för att uppnå så autentiska scener som möjligt. I filmen förekommer en del baklängesscener för att uppnå en komisk effekt. Till exempel ses Chaplin åka uppför på brandstången, backa tillbaka hästvagnsekipaget in i brandstationen när han kört ifrån sina kollegor. Baklängesscener var på den tiden filmen spelades in ett relativt nytt filmtrick. I filmens slutscen klättrat Chaplin själv utan vare sig stuntman eller skyddsnät upp för husväggen på det brinnande huset.

## Rollista
- Charles Chaplin - Brandman
- Edna Purviance - Flickan
- Lloyd Bacon - Hennes far
- Eric Campbell - Brandförman

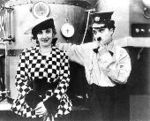
Edna Purviance och Charlie Chaplin

- Leo White - Ägaren till det brinnande huset
- Albert Austin - Brandman
- John Rand - Brandman
- James T. Kelley - Brandman
- Frank J. Coleman - Brandman